# The Drummer
The Drummer è un singolo del gruppo musicale statunitense Red Hot Chili Peppers, pubblicato il 15 novembre 2022 come terzo estratto dal tredicesimo album in studio Return of the Dream Canteen.

## Video musicale
Il video, diretto da Phillip R Lopez, è stato diffuso sul canale YouTube del gruppo in contemporanea al lancio dell'album.

## Formazione
Hanno partecipato alle registrazioni, secondo le note di copertina di Return of the Dream Canteen:
Gruppo
- Anthony Kiedis – voce
- John Frusciante – chitarra, tastiera, sintetizzatore[5]
- Flea – basso
- Chad Smith – batteria

Produzione
- Rick Rubin – produzione
- Ryan Hewitt – registrazione a Shangri-La, missaggio all'EastWest Studio
- Bernie Grundman – mastering (LP)
- Vlado Meller – mastering (CD, download digitale)
- Jermey Lubsey – assistenza al mastering (CD, download digitale)
- Bo Bodnar – ingegneria del suono
- Phillip Broussard Jr. – ingegneria del suono
- Jason Lader – ingegneria del suono
- Ethan Mates – ingegneria del suono
- Dylan Neustadter – ingegneria del suono
- Jonathan Pfarr – assistenza all'ingegneria
- Chaz Sexton – assistenza all'ingegneria
- Chris Warren – tecnico gruppo
- Henry Trejo – tecnico gruppo
- Sami Bañuelos – assistenza gruppo
- Lawrence Malchose – assistenza tecnica
- Charlie Bolois – assistenza tecnica